# السائرون بعيدا عن أوميلاس
"السائرون بعيدا عن أوميلاس" هي قصة قصيرة من الخيال الفلسفي نشرت عام 1973 من طرف الكاتبة الأمريكية أرسولا لي غوين. مع وصف حي و غامض في نفس الوقت, الكاتبة تصف مهرجان صيفي في المدينة الخيالية أوميلاس, التي تعتمد في إزدهارها و سعادة سكانها على المعاناة و التعاسة الدائمة لطفل واحد. القصة كانت مرشحة في عام 1974 ل: Locus Award for Best Short Fiction و ربحت Hugo Award for Best Short Story عام 1974.

## القصة
العنصر الوحيد الذي يخضع إلى ترتيب زمني في هذا العمل الأدبي هو في البداية, حين تم وصف اليوم الأول من فصل الصيف في مدينة أوميلاس, مدينة لامعة مليئة بالسعادة و الفرح يصعب تصديق وجودها. في أوميلاس, يتم الإحتفال بالإنقلاب الصيفي بتجهيز مهرجان عظيم و سباق أحصنة يمتطيها شباب مراهقون. هذا الجو الحيوي في المهرجان لا يبدو أنه يختصر على يوم واحد في السنة, بل هو من مميزات المجتمع السعيد الذي مع أنه محدود في التكنولوجيا و الموارد, إلى أنه لايزال مجتمع ذكي و راقي و مثقف. أوميلاس ليس بها ملك أو جنود او قساوسة أو حتى عبيد.
راوي القصة يعبر عن المدينة و يقول "أوميلاس تبدو في رأيي مدينة من قصص الخيال, وجدت في قديم الزمن فيما مضى. ربما من الأفضل أن تتخيلوها على أنها واحدة من أجمل ما يمكن أن تتوقعوه" كل شيئ في أوميلاس يسر القلب بشدة, لكن يوجد عامل أخير في المدينة الفاضلة هو عيبها الوحيد. حالة المدينة المستقرة و المزدهرة تعتمد على تعاسة طفل واحد, الذي تم حجزه في قدارة و ضلام دائمين.
جميع سكان المدينة يعلمون بوجود الطفل التعيس, في بعض الأحيان يذهبون لرؤيته, بعضهم يتساؤل, لماذا هو هناك؟, بعضهم لا يكترث على الإطلاق. في بادئ الأمر أغلبهم يكونون في صدمة و إشمئزاز, لكن في نهاية الأمر يرضخون لهذا العامل الوحيد الذي يأمن سعادتهم و إستقرار مدينتهم. في كل مرة, يذهب فيها أحد الشباب المراهقين لرؤية الطفل لا يعود إلى المنزل أبداً. يمشون وحيدين في الطريق, لا أحد يعلم إلى أين يذهبون, لكنهم يسيرون خارج المدينة متجهين نحو الجبال, باختصار يسيرون بعيدا عن أوميلاس و لا يعودون أبداً. تنتهي القصة بالقول: "المكان الذي يذهبون إليه هو أيضا مكان لا يمكن لمعضمنا تخيله أكثر من مدينة السعادة. لا يمكنني وصفه أبدا. لكنهم يبدون على علم إلى أين يذهبون, أولائك الذين ساروا بعيدا عن أوميلاس."

## مواضيع و إستلهامات
قصة لي غوين القصيرة, تستطلع فكرة النفعية. الكاتبة ذكرت أن إسم المدينة ينطق "oh-meh-lahss". و قد إستوحت هذا الإسم من لافتة طريق ل: Salem, Oregon, "[... الناس تسألني] 'سيدة لي غوين من أين تستوحين أفكارك؟' بطبيعة الحال, من نسيان ديستوفسكي و قراءة لافتات الطريق عكسيا. و إلا فمن أين؟"
"الفكرة الرئيسية من هته الأسطورة النفسية هي كبش الفداء" كتبت لي غوين, " يضهر في رواية ديستوفسكي الإخوة كارامازوف, و العديد من الناس سؤلوني, برتياب, لماذا منحت التقدير لويليام جيمس. و الحقيقة هي أنني لم أتمكن من إعادة قراءة رواية ديستوفسكي على الرغم من حبي لكتاباته, منذ أن كنت في الخامسة و العشرين من عمري, و قد نسيت تمام إستخدامه للفكرة. لكن عندما إلتقيتها في مقال جيمس "الفيلسوف الأخلاقي و الحياة الأخلاقية", شعرت بصدمة إدراك."

## الميراث الثقافي
"السائرون بعيدا عن أوميلاس" ألهمت عدة أعمال و تلميحات ثقافية.
المصممين ريكاردو باري و هارفي سميث صاحبا سلسلة ألعاب Dishonored إستندا على القصة كتحفيز للكائن الخارق The Outsider, و هو شخصية مكروهة و شريرة.
أغنية "Spring Day" للفرقة الكورية BTS تستوحي من قصة لي غوين, في المعنى و أيضا في إظهار لافتة فندق بإسم 'أوميلاس'.
رواية كاثرين لاسي Pew التي تم نشرها في عام2020, تبدأ بكتابة عريضة مقتبسة من رواية "السائرون بعيدا عن أوميلاس", حيث نقلت الفقرة الأخيرة من القصة. الرواية نفسها مرتبطة إرتباط شديد بالعمل الأدبي للي غوين, بوجود العديد من التشابهات المفتاحية.
في عام 2022 الرواية الخيالية لناومي نوفيك The Golden Enclaves تضم معضلة شبيهة بالمعضلة المطروحة في "السائرون بعيدا عن أوميلاس."

## أنظر أيضاً
- النفعية السلبية